# Huile piquante
L’huile piquante est une huile alimentaire pimentée qui s’utilise pour agrémenter divers ingrédients tels les pizzas, les pâtes et les crustacés. Elle est fabriquée en laissant macérer du piment et diverses épices dans une petite quantité d’huile. Elle ne doit pas être confondue avec l'huile pimentée de la cuisine asiatique.